# Judith Walgenbach
Judith Walgenbach (* 1970 in Herten im Ruhrgebiet) ist eine deutsche Künstlerin, die in Hamburg lebt.

## Leben
Judith Walgenbach hat von 1993 bis 2002 an der Hochschule für Bildende Künste Hamburg freie Kunst bei Franz Erhard Walther studiert, nachdem sie am Oberstufenkolleg Bielefeld ihr Abitur gemacht hatte.
An der Sommerakademie der Fachhochschule Ottersberg arbeitet sie als Dozentin.
Die Naturwissenschaften im Visier der Kunst sind ihr bevorzugtes Thema.

## Ausstellungen (Auswahl)
- 2011 I´ve Dreamt About MUDAM – Musée d’Art Moderne Grand-Duc Jean, Luxembourg[3]
- 2011 Nüchterne Räusche Kulturstiftung Schloss Agathenburg, Agathenburg
- 2010 Transplantations into History Trittauer Mühle, Hamburg[4]
- 2009 2011 Art Paris, Galerie Bernhard Ceysson Christian Hahn–Judith Walgenbach–Galerie Bernard Ceysson–Luxembourg, Luxembourg
- 2008 Wir nennen es Hamburg Interdisziplinäres Kunstfestival Kunstverein Hamburg, Hamburg
- 2007 Gnadenlos Subjektiv Arthur Boskamp-Stiftung M1, Hohenlockstedt
- 2007 Say it isn`t so Weserburg Museum für moderne Kunst in Bremen[5][6]
- 2007 Velada de Santa Lucia, Maracaibo, Venezuela
- 2006 Versuch/Zukunft, Kultur-Magazin Lothringen in Bochum
- 2004 Globalisierung im Visier der Künstlerinnen, Frauenmuseum Bonn
- 2002 Museutopia – Schritte in andere Welten – Karl-Ernst-Osthaus-Museum, Hagen[7]
- 2002 Die Quelle als Inspiration – Historisches Wissen in der zeitgenössischen Kunst, Franckesche Stiftungen, Halle[8]
- 2002 Waterworlds, Fundacao Universidade Federal do Rio Grande RS/Brasilien in Zusammenarbeit mit dem Leibniz-Institut für Pädagogik der Naturwissenschaften an den Universitäten Kiel und Potsdam
- 1989 Ausstellung im Rahmen des Kongresses Acqua (Utopia Concrete), Cittá di Castello, Italien in Zusammenarbeit mit der Gruppe INSYDE

## Auszeichnungen
- 2008 Stipendium für Fotografie vom Museum Folkwang in Essen | Alfried Krupp von Bohlen und Halbach–Stiftung.
- 2006 Hamburg Stipendium
- 2001 Kunststipendium Kunst und Wissenschaft des Landes NRW und der Kulturstiftung der Sparkasse Unna
- 2000 Förderung durch den Freundeskreis der Hochschule für Bildende Künste in Hamburg. Begabtenförderung durch die Dietze-Stiftung